# Wilfrid Mellers
Wilfrid Howard Mellers (* 26. April 1914 in Leamington Spa; † 16. Mai 2008 in Scrayingham) war ein britischer Musikkritiker, Wissenschaftler, Pädagoge und Komponist.

## Leben
Der Sohn eines Elementarschullehrers besuchte das Leamington College und studierte ab 1933 Englisch und Musik am Downing College in Cambridge. In Oxford studierte er Komposition bei Egon Wellesz und Edmund Rubbra. In den 1940er Jahren gehörte er zu den Herausgebern des kritischen Magazins Scrutiny und unterrichtete am Downing College. Danach wirkte er mehr als zehn Jahre an der Birmingham University und erhielt Anfang der 1960er Jahre eine Gastprofessur an der University of Pittsburgh. 1964 war er Gründungsprofessor der Musikfakultät an der neu gegründeten University of York, an der er bis zum Ruhestand 1981 unterrichtete. 1982 wurde er mit dem Order of the British Empire ausgezeichnet. Zu seinem 90. Geburtstag wurde er im Rahmen des York Late Music Festival mit einem Konzert im Downing College geehrt, für das u. a. Stephen Dodgson, David Matthews und Howard Skempton Werke komponierten. Mellers komponierte mehrere Opern sowie dutzende Choralvariationen und Lieder und veröffentlichte mehr als dreißig Bücher.

## Werke

### Kompositionen
- Rose of May (1964)
- Yeibichai (1969)

### Schriften
- Music and Society (1946)
- François Couperin and the French Classical Tradition (1950; 1987)
- Music in a New Found Land: Themes and Developments in the History of American Music (1964)
- Twilight of the Gods: The Music of the Beatles (1973)
- Bach and the Dance of God (1980)
- A Darker Shade of Pale: A Backdrop to Bob Dylan (1984)
- Vaughan Williams and the Vision of Albion (1989)
- Percy Grainger (1992)
- Singing in the Wilderness: Music and Ecology in the Twentieth Century (2001)
- Celestial Music? Some Masterpieces of European Religious Music (2002)